# Jasone Salaberria Fuldain
Miren Jasone Salaberria Fuldain (Ermua, Biscaia, 18 de juliol de 1952 - 8 d'abril de 2021), era doctora en estudis bascos especialitzada en acústica i antropologia, enginyera, professora i escriptora en llengua basca.
Jasone Salaberria Fuldain va ser enginyera d’investigació del Centre d’Investigació sobre Llengua Basca i Textos IKER de Baiona (CNRS, Universitat de Bordeus 3, Universitat de Pau).
Jasone Salaberria Fuldain va defensar les seves tesis doctorals en Estudis Bascos el 1991 (Prosodia eta silabismoa xiberutar kantu tradizionalean) i el 1998 (Zuberera barkoxtarreko bokalen azterketa akustikoa), sota la supervisió de Jean-Baptiste Orpustan. Era membre del grup de recerca HIPVAL amb el doctor Frédéric Bauduer. Ha estat professora de llengua i literatura basca durant molt de temps a l’institut Bernart Etxepare de Baiona (l’únic institut que imparteix basc a país basc del nord). Va coescriure The Basque conversation guide a la col·lecció For Dummies.

## Publicacions
Obres
- Le País basque pour les Nuls, amb Jean-Baptiste Coyos, Col·lecció ppur les Nuls, 2011ISBN 2754034692 ;
- (castellà) Euskera para dummies, amb Jean-Baptiste Coyos, 2012,ISBN 8432900737

Tesis
- (basc) Prosodia eta silabismoa xiberutar kantu tradizionalean, sota la direcció de Jean-Baptiste Orpustan, 1991 ;
- (basc) Zuberera barkoxtarreko bokalen azterketa akustikoa, Analyse acoustique des voyelles du dialecte souletin de Barcus, sota la direcció de Jean-Baptiste Orpustan, 1998, 200 pages ;

Articles
- (basc) ELAN analisi multimodalerako lanabesa, I. Jardunaldiak Ondareaz eta Hezkuntzaz, 2012 ;
- (basc) Aldaketak Prosodiaren Esparruan : Ikergaiak eta arazo metodologikoak, Jasone Salaberria, Iñaki Gaminde, Ander Olalde, Lapurdum, Basque studies review, Aldaketak, aldaerak, bariazioak euskaran eta euskal testugintzan - Changements, variations et variantes dans la langue et les textes basques,, 2008 ;
- (basc) Zubereraren herskariak: Azterketa akustikoa, Jasone Salaberria, Iñaki Gaminde, José Ignacio Hualde, Lapurdum VII, VII, 2002, p. 221-236 ;
- (anglès) Modelling Basque intonation using Fujisaki's model and carts, Eva Navas., Inmaculada Hernáez, Ana Armenta, Borja Etxebarria, Jasone Salaberria, State of the Art in Speech Synthesis, 2000 ;
- (anglès) Another step in the modeling of Basque intonation: Bermeo, Gorka Elordieta, Iñaki Gaminde, Inmaculada Hernáez, Jasone Salaberria & Igor Martín de Vidales, In Václav Matoušek, Pavel Mautner, Jana Ocelíková & Petr Sojka (eds.), Text, Speech and Dialogue, 361-364. Berlin: Springer-Verlag ;
- (anglès) The Basque Paradigm Genetic Evidence of a Maternal Continuity in the Franco-Cantabrian Region since Pre-Neolithic Times, Bernard Oyharçabal, Jasone Salaberria-Fuldain, The American Journal of Human Genetics, 2012, p. 1-8.